# 11244 Andrékuipers
A 11244 Andrekuipers (ideiglenes jelöléssel 4314 T-2) a Naprendszer kisbolygóövében található aszteroida. Cornelis Johannes van Houten,  Ingrid van Houten-Groeneveld és Tom Gehrels fedezte fel 1973. szeptember 29-én.